# Хэтчер, Тери
Те́ри Линн Хэ́тчер (англ. Teri Lynn Hatcher; род. 8 декабря 1964, Пало-Алто, Калифорния) — американская актриса и писательница, наиболее известная по ролям Сьюзан Майер в телесериале «Отчаянные домохозяйки» (2004—2012) за которую она получила премию «Золотой глобус» в 2005 году и номинировалась на «Эмми», и Лоис Лейн в сериале «Лоис и Кларк: Новые приключения Супермена» (1993—1997).

## Ранняя жизнь
Тери Линн Хэтчер родилась 8 декабря 1964 года в Пало-Алто, штат Калифорния и провела детство в соседнем Саннивейле. В семье она — единственный ребёнок. Её отец — физик ядерщик, а мать — программист. В детстве она увлекалась танцами и ездила с отцом на рыбалку. В школе была известной заводилой. Сразу после окончания школы она пошла в Американскую Консерваторию в Сан-Франциско, а параллельно с этим она изучала математику в колледже.

## Карьера
Хэтчер начала карьеру на телевидении со второстепенных ролей в таких сериалах как «Лодка любви», «Секретный агент Макгайвер», и позже в дневной мыльной опере «Капитолий». Она продолжала появляться в эпизодах прайм-тайм сериалов, таких как «Звёздный путь: Следующее поколение», «Закон Лос-Анджелеса», «Квантовый скачок», «Мерфи Браун» и «Байки из склепа» (2 сезон, 6 серия), а в 1989 году дебютировала на большом экране в фильме «Большая картина». Она позже продолжила сниматься в кино, играя второстепенные роли в таких фильмах как «Танго и Кэш», «Мыльная пена» и «Разговор начистоту».
Хэтчер добилась первой широкой известности по роли Лоис Лейн в комедийном сериале «Лоис и Кларк: Новые приключения Супермена» (1993—1997). После она сыграла заметные роли в таких фильмах как «Два дня в долине» (1996), «Пленники небес» (1996) и пожалуй свою самую известную роль в кино в фильме о Джеймсе Бонде — «Завтра не умрёт никогда» (1997). Пиком в её карьере стало участие в популярном комедийном шоу Saturday Night Live в 1996 году. В последующие годы её карьера пошла на спад, и актриса в основном снималась в малоуспешных проектах. Она также появилась в фильме «Дети шпионов» в 2001 году.
В 2004 году Хэтчер получила одну из главных ролей в сериале «Отчаянные домохозяйки». Сериал стал одним из самых больших хитов в истории телевидения, а Хэтчер вновь обрела популярность. Она выиграла Премию «Золотой глобус» за лучшую женскую роль в телевизионном сериале — комедия или мюзикл и Премию Гильдии киноактёров США за лучшую женскую роль в комедийном сериале, а также была номинирована на Премию «Эмми» за лучшую женскую роль в комедийном телесериале в 2005 году. Сериал просуществовал в эфире восемь сезонов, с 2004 по 2012 год.

## Личная жизнь
С 1985 года по 1988 Хэтчер встречалась с актёром, с которым вместе играла в сериале «Секретный агент Макгайвер», Ричардом Дином Андерсоном, однако они расстались. Вскоре она вышла замуж за Маркуса Литхолда, с которым рассталась уже в 1989 году. После этого актриса долгое время была одна.
27 мая 1994 года Тери Хэтчер вышла замуж за актёра Джона Тенни, спустя три года она родила от него дочь и назвала её Эмерсон Роуз Тенни. Но и этот брак не был счастливым. Зимой 2002 года Тери узнала о самоубийстве девочки-подростка в городе Саннивейл. Она сделала откровенное заявление в прямом эфире телеканала CNN, которое помогло посадить «педофила со стажем» Ричарда Хэйеса Стоуна, виновного в смерти девочки. Стоун издевался над Хэтчер, когда был женат на её тете. Тери не могла больше молчать о травме, нанесенной ей в раннем детстве. Джон, «потрясенный интимной тайной, о которой он ничего прежде не знал, не смог справиться со своими чувствами и ушёл от Тери». Они развелись в марте 2003 года.
В апреле 2006 года Тери Хэтчер выпустила первую книгу-автобиографию «Подгоревший тост и философия жизни» (Burnt Toast: and Other Philosophies of Life).

## Избранная фильмография

### Фильмы
| Год  | Название на русском         | Название на английском    | Роль                                            | Примечания                                                               |
| ---- | --------------------------- | ------------------------- | ----------------------------------------------- | ------------------------------------------------------------------------ |
| 1989 | Большая картина             | The Big Picture           | Гретхен                                         |                                                                          |
| 1989 | Танго и Кэш                 | Tango & Cash              | Кэтрин Танго                                    |                                                                          |
| 1991 | Мыльная пена                | Soapdish                  | Ариэль Малони / доктор Моника Демонико          |                                                                          |
| 1992 | Разговор начистоту          | Straight Talk             | Дженис                                          |                                                                          |
| 1993 | Вышиби мозги: История любви | Brainsmasher … Love Story | Саманта Крэйн                                   | Direct-to-video                                                          |
| 1994 | Внешнее спокойствие         | The Cool Surface          | Дани Пэйсон                                     |                                                                          |
| 1994 | По рукам и ногам            | All Tied Up               | Линда Алиссио                                   |                                                                          |
| 1996 | Пленники небес              | Heaven’s Prisoners        | Клаудетта                                       | Номинация — Премия «Золотая малина» за худшую женскую роль второго плана |
| 1996 | Два дня в долине            | 2 Days in the Valley      | Бекки Фокс                                      | Номинация — Премия «Золотая малина» за худшую женскую роль второго плана |
| 1997 | Завтра не умрёт никогда     | Tomorrow Never Dies       | Пэрис Карвер                                    | Номинация — Премия «Сатурн» за лучшую женскую роль второго плана         |
| 1999 | Лихорадка                   | Fever                     | Шарлотт Паркер                                  |                                                                          |
| 2001 | Дети шпионов                | Spy Kids                  | мисс Граденко                                   |                                                                          |
| 2003 | Прикосновение судьбы        | A Touch of Fate           | Меган Маргуилас                                 |                                                                          |
| 2007 | Воскрешая чемпиона          | Resurrecting the Champ    | Андреа Флак                                     |                                                                          |
| 2009 | Коралина в Стране Кошмаров  | Coraline                  | Мел Джонс                                       | Озвучивание                                                              |
| 2013 |                             | I Brake for Gringos       | Мать                                            |                                                                          |
| 2013 | Самолёты                    | Planes                    | Дотти                                           | Озвучивание                                                              |
| 2019 | Джей в Голливуде            | Madness in the method     | Джина                                           |                                                                          |
| 2024 | Слай Сталлоне               | Sly                       | В роли самой себя, хроника, в титрах не указана |                                                                          |

### Телевидение
| Год       | Название на русском                       | Название на английском                       | Роль                  | Примечания |
| --------- | ----------------------------------------- | -------------------------------------------- | --------------------- | --- |
| 1985-1986 | Лодка любви                               | The Love Boat                                | Эми                   | 19 эпизодов |
| 1986-1987 | Капитолий                                 | Capitol                                      | Анжелика Стимаг Клегг | Мыльная опера |
| 1987      | Песня Карен                               | Karen’s Song                                 | Лаура Мэтьюз          | 13 эпизодов |
| 1987      | Ночной суд                                | Night Court                                  | Китти                 | 1 эпизод |
| 1988      | Звёздный путь: Следующее поколение        | Star Trek: The Next Generation               | Шеф Б. Г. Робинсон    | 1 эпизод |
| 1989      | Закон Лос-Анджелеса                       | L.A. Law                                     | Трэйси Шу             | 1 эпизод |
| 1989      | Квантовый скачок                          | Quantum Leap                                 | Донна Элиз            | 1 эпизод |
| 1990      | Мерфи Браун                               | Murphy Brown                                 | Мэделин Стилвел       | 1 эпизод |
| 1990      | Байки из склепа                           | Tales from the crypt                         | Стейси                | Эпизод «Тварь из могилы» |
| 1986-1990 | Секретный агент Макгайвер                 | MacGyver                                     | Пенни Паркер          | 6 эпизодов |
| 1991      | Воскресный ужин                           | Sunday Dinner                                | Т.Т Фэгори            | 6 эпизодов |
| 1991      | Смерть в воде                             | Dead in the Water                            | Лаура Стэварт         | Телефильм |
| 1993-1997 | Лоис и Кларк: Новые приключения Супермена | Lois & Clark: The New Adventures of Superman | Лоис Лейн             | 87 эпизодов |
| 1993-1998 | Сайнфелд                                  | Seinfeld                                     | Сидра                 | 3 эпизода |
| 1998      | Где тебя носило?                          | Since You’ve Been Gone                       | Мария Голдстейн       | Телефильм |
| 1998      | Фрейзер                                   | Frasier                                      | Мария                 | 1 эпизод |
| 2000      | Кандидат и его жёнщины                    | Running Mates                                | Шона Морган           | Телефильм |
| 2001      | Сбежавшая Джейн                           | Jane Doe                                     | Джейн Доу             | Телефильм |
| 2003      | Энергия зла                               | Momentum                                     | Джордан Риппс         | Телефильм |
| 2004      | Два с половиной человека                  | Two and a Half Men                           | Лиз                   | 1 эпизод |
| 2004—2012 | Отчаянные домохозяйки                     | Desperate Housewives                         | Шаблон:Нg3            | 180 эпизодов Премия «Золотой глобус» за лучшую женскую роль в телевизионном сериале — комедия или мюзикл (2005) Премия Гильдии киноактёров США за лучшую женскую роль в комедийном сериале (2005) Премия Гильдии киноактёров США за лучший актёрский состав в комедийном сериале (2005, 2006) Номинация — Премия «Эмми» за лучшую женскую роль в комедийном телесериале (2005) Номинация — Премия «Спутник» за лучшую женскую роль в телевизионном сериале — комедия или мюзикл (2005) Номинация — Премия Ассоциации телевизионных критиков за личные достижения в комедии (2005) Номинация — Премия «Золотой глобус» за лучшую женскую роль в телевизионном сериале — комедия или мюзикл (2006) Номинация — Премия Гильдии киноактёров США за лучший актёрский состав в комедийном сериале (2007—2009) |
| 2010      | Тайны Смолвиля                            | Smallville                                   | Элла Лейн             | 1 эпизод |
| 2012      | В стиле Джейн                             | Jane by Design                               | Кейт Квимби           | 4 эпизода |
| 2016      | Супергёрл                                 | Supergirl                                    | Рея                   | |